# Akasztó
Akasztó je selo u središnjoj Mađarskoj.
Zauzima površinu od 64,88 km četvornih.

## Zemljopisni položaj
Nalazi se u regiji Južni Alföld, na 46°41'28" sjeverne zemljopisne širine i 19°12'19" istočne zemljopisne dužine, na sjevernom rubu pokrajine Male Kumanije. Značajnije naselje u blizini je Kireš (mađ. Kiskőrös) koje je udaljeno 10 km.
Na nekoliko mjesta ga okruživa nacionalni park nacionalni park Kiskunság (mađ. Kiskunsági Nemzeti Park).

## Upravna organizacija
Upravno pripada kireškoj mikroregiji u Bačko-kiškunskoj županiji. Poštanski broj je 6221.
Izdvajanjem predjela Pusztaszentimre iz mjesta Soltszentimre 1919. je nastalo samostalno selo Akasztó.

## Povijest
Prema mjesnim pričama, selo je dobilo ime prema mađarskoj riječi akasztani koja znači vješati, objesiti. Taj kraj je poznat po svojim blatnjavim putevima po kojima bi kotači na kočijama visjeli. Druge hipoteze tvrde da je ime dobio po čestom izvršavanju kazna vješanjem ljudi.
U povijesnim ispravama ga se prvi put spominje 1278. kao Akazthow. Bio je središtem kraljevskih poreznika. Za vrijeme turskih osvajanja po Europi  je izgubio velik dio svog stanovništva. 
Početkom 17. stoljeća, 1700-ih su se slovački poljodjelci naselili u ovom kraju.

## Stanovništvo
U Akasztu živi 3519 stanovnika (2002.). Mađari su većina. Roma je 0,7%, Rumunja je 0,1% te ostalih. Rimokatolika je 82%, luterana je 4,9%, kalvinista je 2%, grkokatolika 0,1% te ostalih.

## Pobratimstva
- Crasna

## Vanjske poveznice
- (mađ.) Akasztó Önkormányzatának honlapja
- (mađ.) Akasztó a Vendégvárón  Arhivirana inačica izvorne stranice od 11. ožujka 2007. (Wayback Machine)